# جهر
جهر، روستایی است از توابع بخش جوشان شهرستان گلباف در استان کرمان ایران. عنوان «جهر» معرف وضع طبیعی آن است که در گودی قرار گرفته و دور از حاشیه کویر لوت واقع شده است.

## جمعیت
این روستا در دهستان اندوهجرد  قرار داشته و براساس آخرین سرشماری مرکز آمار ایران که در سال ۱۳۸۵ صورت گرفته، جمعیت آن ۴۵۸نفر (۱۱۳خانوار) بوده‌است.